# Fokváltakozás
A fokváltakozás tipikusan az uráli nyelvek sajátja. Megvan majdnem az összes balti-finn nyelvben (kivéve a vepszét és a lívet), majdnem az összes lapp nyelvjárásban (kivéve a déli számi nyelvjárásokat), valamint a szamojéd nyelvekben is.
Amikor egy rag lezárja a szótagot, az előtte álló mássalhangzó-kapcsolat megváltozik minőségileg vagy mennyiségileg, ezt nevezik fokváltakozásnak (finnül astevaihtelu). A finn nyelvben ez csak három mássalhangzó esetében fordul elő, és azok közvetlen kapcsolataiban (p, t, k, ezek geminátáiban és olyan kapcsolataikban, mint -ht-, -nk-, lásd Lahti:Lahden, Helsinki:Helsingin). Kivételt képeznek ez utóbbi kapcsolatok közül a -tk- (matka:matkan), valamint azok, ahol az egyik tag -s- (posti:postin).
Megjegyzendő azonban, hogy a -tk- is képes volt a fokváltakozásra korábban: eckö-etkö.

## Fokváltakozás a finnben
| Mennyiségi | Minőségi            | Példák         |
| ---------- | ------------------- | -------------- |
| pp → p     | p → v (*w)          | kalpa ~ kalvan |
| kk → k     | k → Ø, k, j, v (*γ) | ikä ~ iän      |
| tt → t     | t → d (*δ)          | sota ~ sodan   |

A finn nyelvben a fokváltakozás az explozívák esetében fordul elő (p, t, k). Létezik ezeknek a hangoknak egy erős és egy gyenge foka.
Hatással van a fokváltakozásra fokváltó szótag minősége (nyílt/zárt) és az előtte álló szótag hangsúlya. A szavak fokváltakoznak a névszó és igeragozás során. Fokváltakozás előfordulhat a tőben (radikális) és a toldalékban (szuffixális). A tőben a (legtöbb fokváltakozó szónál) erős fok van a nominativusban, az illativusban, az essivusban és a partitivusban, gyenge fok pedig az összes többi esetben. Igeragozásnál Ugyanaz a fok szerepel egyes első, második, többes első és második személyben és egy a másik egyes harmadik és többen harmadik személyben.
| lukea (olvas) | lukea (olvas) |
| Finn          | Magyar        |
| Egyes szám    | Egyes szám    |
| ------------- | ------------- |
| luen          | olvasok       |
| luet          | olvasol       |
| lukee         | olvas         |
| Többes szám   |               |
| luemme        | olvasunk      |
| luette        | olvastok      |
| lukevat       | olvasnak      |

Nyelvtörténetileg minden zöngétlen explozívának egy zöngés spiráns volt a párja (t – δ, p – w, k – γ). A finn nyelvből azonban a γ kikopott, δ pedig átalakult. Az eredeti γ hangnak ma már csak a fokváltakozásban maradtak nyomai. Legtöbb esetben a k kiesik gyenge fokban, azonban ha mássalhangzó-kapcsolatban állt, a γ nem kikopott hanem átalakult. Ezért -uku- -yky- hangkapcsolatban a k gyenge foka a v (ha kiesett volna túl sok magánhangzó torlódott volna össze), -rki- és -lki- kapcsolatban j (järki – järjen), -nk- kapcsolatban pedig -ng- (Helsinki – Helsingissä).
A t hang asszimilálódik gyenge fokban n, l és r után, a p pedig m után.

## Fokváltakozás a lappban
A számi nyelvek esetében a fokváltakozás az összes mássalhangzó-kapcsolatot érinti.